# ソウル永登浦警察署
ソウル永登浦警察署（ソウルヨンドゥンポけいさつしょ）は、ソウル地方警察庁所管の警察署である。

## 管轄区域
- 永登浦区

## 沿革
- 1945年10月21日 - 国立警察として開所
- 1966年7月11日 - 鷺梁津警察署開所に伴い18派出所を移管
- 1972年12月25日 - 南部警察署開所に伴い2派出所を移管
- 1980年11月22日 - 九老警察署開所に伴い2派出所を移管
- 2001年12月27日 - ソウル永登浦警察署に名称を改称
- 2006年3月1日  - ソウル鷺梁津警察署管轄の2派出所とソウル九老警察署管轄の1派出所を編入

## 管轄地区隊
- 中央地区隊
- 汝矣島地区隊
- 文来地区隊
- 新吉地区隊
- 新風地区隊

## 管轄派出所
- 楊坪3派出所
- 大林派出所
- 大林3派出所
- 永登浦派出所

## 管轄治安センター
- 永1治安センター
- 永2治安センター
- 道林治安センター
- 新楊治安センター
- 新吉3治安センター
- 新吉5治安センター
- 楊坪治安センター